# Legge 23 marzo 1956, n. 136
La legge 23 marzo 1956 nº136 fu la legge elettorale per i comuni italiani durante buona parte della seconda metà del XX secolo. Venne poi coordinata con la normativa previgente tramite il DPR 16 maggio 1960 nº570, testo unico per la composizione e l’elezione degli organi delle amministrazioni comunali.

## Il contesto storico
Il fallimento della legge truffa nel 1953 aveva reso chiaro alla Democrazia Cristiana che il potere in Italia avrebbe dovuto essere gestito tramite il consociativismo, associandovi sempre più partiti. Il sistema proporzionale era il modello elettorale calzante per tale scenario politico. Sanzionato a livello nazionale già nel 1954, fu riportato nei comuni appunto nel 1956, per terminare con le province nel 1960. Per quanto riguarda i municipi, per ultimare la legge proporzionale, ma ancor più per preparare le difficili strategie conseguenti, il governo democristiano rinviò di un anno la campagna amministrativa ordinaria prevista per il 1955.

## La legge
Il campo di applicazione della normativa furono i comuni di almeno 10.000 abitanti, mentre per gli altri rimase in vigore la legge del 1946.
La legge riportò in pratica in vigore il succitato decreto del 1946. I seggi venivano distribuiti fra i partiti con il metodo D'Hondt delle maggiori medie. Anche la riduzione degli assessori stabilita cinque anni prima fu cancellata in nome della partecipazione politica. Le uniche due innovazioni del 1951 che vennero mantenute furono la più lineare espressione del voto di preferenza e l’abbassamento del limite di popolazione per applicare il meccanismo delle città.

## Ritocchi
La tornata elettorale del 1964 fu l’occasione per estendere ulteriormente la proporzionale abbassando la soglia ai piccoli comuni con almeno 5.000 abitanti. Contestualmente si estese a cinque anni la durata delle amministrazioni locali, omologandole a quelle nazionali.